# Факель, Даниель
Даниель Факель (фр. Daniel Fasquelle) — французский политик, бывший депутат Национального собрания Франции.

## Биография
Родился 16 января 1963 г. в Сент-Омере (департамент Па-де-Кале). Член партии  Республиканцы, с 2010 года — лидер партии в департаменте Па-де-Кале. Профессор права, мэр фешенебельного города-курорта Ле-Туке-Пари-Плаж.
На выборах в Национальное собрание 2007 г. выиграл голосование по 4-му избирательному округу департамента Па-де-Кале, получив во 2-м туре 53,89 % голосов. В результате выборов в Национальное собрание 2012 г. вновь избран депутатом, получив во 2-м туре 54,87 % голосов.
В 2017 году в третий раз был избран депутатом Национального собрания Франции, после чего ушел в отставку с поста мэра Ле-Туке-Пари-Плаж.
Весной 2020 года Даниэль Факель вновь возглавил список правых на муниципальных выборах в городе Ле-Туке-Пари-Плаж и привел его к победе во 2-м туре 28 июня 2020 года. 5 июля он был избран мэром Ле-Туке-Пари-Плаж, и через месяц после этого, 4 августа 2020 года сдал мандат депутата Национального собрания в силу закона о невозможности совмещения мандатов.

## Политическая карьера
19.03.2001 - 16.03.2008 — член муниципального совета города Ле-Туке-Пари-Плаж 

17.03.2008 - 19.07.2017 — мэр города Ле-Туке-Пари-Плаж 

20.06.2007 - 04.08.2020 — депутат Национального собрания Франции от 4-го избирательного округа департамента Па-де-Кале 
 
c 05.07.2020 — мэр города Ле-Туке-Пари-Плаж